# Brusnik
Koordinati:   43°00′24″N, 15°48′02″E
Brusnik je nenaseljen ognjeniški otoček, ki se nahaja 2 morski milji jugovzhodno od otoka Svetac. Širok je 205 m, dolg 320 m in visok 30 m, dolžina obalnega pasu je 1,1 km. Površina otoka znaša 4,9 ha, leta 1951 pa je bil zaradi svojih raslinskih in živalskih vrst ter geoloških značilnosti razglašen za naravni spomenik. Brusnik je posut s kamenjem in skalami iz ognjeniškega konglomerata, ki jih je morje tekom tisočletij zgladilo in zabrisalo robove. Od tod tudi ime otoka (»izbrusiti«). Pod delom otoka so prepredeni morski kanali, ki se končujejo kot jezerca na površju. Ob večjih plimah, ki jih v zimskih mesecih povzroča tudi dolgotrajno visoko valovanje morja, se sinklinala, ki poteka po sredini otoka, napolni z vodo in razdeli otok na dvoje.
Na Brusniku uspevajo kapre, endemična vrsta brusniška zečina, živalski svet pa predstavlja endemična vrsta brusniškega martinčka, zajci, od ptic pa predvsem galebi.